# Breakout (Computerspiel)
Breakout (auch bekannt unter dem Namen Little Brick Out) ist ein Spielhallenspiel, das zunächst 1976 von Atari als Arcade-Spiel produziert wurde. Damals war es noch schwarzweiß mit mehrfarbiger Overlayfolie und wurde als eines der letzten Spiele seiner Art komplett in Hardware realisiert. Später wurde dieses Spiel auch für Computer programmiert und existiert seither auch als Software.
Es entspricht in etwa einem Solo-Pong, bei dem man mit dem Schläger den Ball so lenken soll, dass der Ball „Mauersteine“ trifft, die sich am oberen Bildschirmrand befinden, und diese zum Verschwinden bringt. Wenn der Schläger, wie bei Pong, den Ball verliert, bekommt man einen neuen Ball, verliert aber nach dem Verlust einer bestimmten Anzahl von Bällen das Spiel. Erst wenn alle „Mauersteine“ abgeräumt wurden, gilt ein Level als gewonnen und das nächste Level kann beginnen.

## Entwicklung
Das erste Breakout-Spiel war, wie viele frühe Videospiele, noch kein echtes Computerspiel, da es sich nicht um einen Computer mit einem darauf ablaufenden Programm handelte, sondern um einen das Spielprinzip direkt umsetzenden elektronischen Schaltkreis. Diese Spielelektronik wurde von Steve Wozniak entworfen, während das Game-Design von Nolan Bushnell stammte. Nolan Bushnell zeichnete das Spielprinzip auf eine Tafel auf. Steve Jobs, der damals bei Atari arbeitete, überredete seinen Freund Steve Wozniak (damals bei HP), dieses Spiel zu konstruieren. Steve Jobs bekam für das Spiel Breakout von Nolan Bushnell 5.000 Dollar bezahlt. Er gab seinem Freund Steve Wozniak, der das eigentliche Spiel konstruiert hat, nur 350 Dollar, obwohl er ihm die Hälfte versprochen hatte (Jobs hatte Wozniak erzählt, nur 700 Dollar erhalten zu haben). Steve Wozniak benötigte nur 45 TTL-Bauteile, um das Spiel Breakout zu konstruieren. Fast alle späteren Versionen waren dann normale Computerprogramme, darunter auch der farbige Klon „Brick Out“, den Wozniak kurz darauf gemeinsam mit dem Computer entwickelte, auf dem er ablaufen sollte – dem Apple II. Viele Merkmale dieses Rechners wurden zunächst im Hinblick auf diesen Breakout-Klon entworfen, da Wozniak vermutete, dass er durch diese praktische Herangehensweise einen Rechner entwickeln konnte, der viele praktisch nutzbare und nur wenige unnötige, nur kostenverursachende Merkmale enthielt. Der enorme Markterfolg des Apple II gab dieser Vorgehensweise Recht.

## Nachfolger

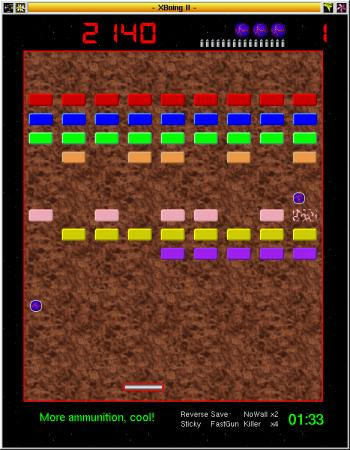
Ein freier Klon: Xboing

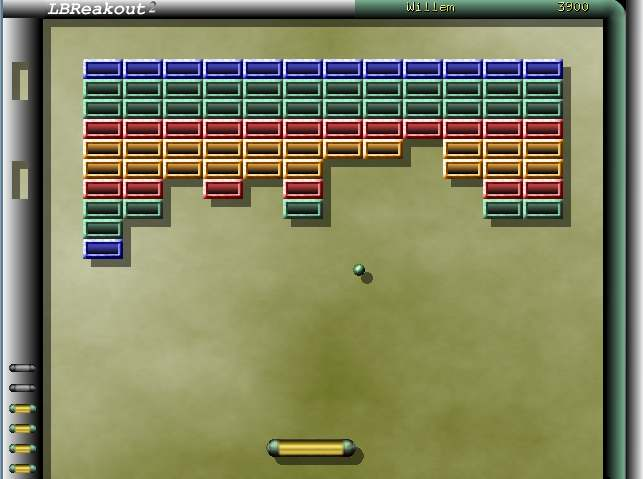
LBreakout2, ein weiterer freier Klon (mit Leveleditor)

1986 kam mit Gigas und Gigas Mark II von Sega sowie Arkanoid von der Firma Taito eine ganze Reihe von Spielen auf den Markt, die viele mit dem Begriff Breakout verbinden. Es wurden dabei einige Neuerungen eingeführt. So sind manche „Mauersteine“ mehrfach zu treffen, bis sie verschwinden. Es sind Bonus- und Malus-Kapseln eingeführt worden, die dem Spieler entsprechende Vorteile (mehr Leben, zusätzliche Bälle, breitere Schläger, …) aber auch Nachteile (Verkürzung des verbreiterten Schlägers, Verlust des Levels, …) bringen konnten.
Anfang der 1990er kam Esprit-Erfinder Meinolf Schneider mit BOLO heraus. 1997 erschien Arkanoid Returns für Arcade sowie ein Pop 'n Bounce für das Neo Geo, viele Umsetzungen erschienen auch für den Amiga. Ebenfalls wurde das Spiel Alleyway für den Game Boy veröffentlicht. In diesem Spiel ist der Schläger ein Raumschiff und der Pilot ist Super Mario. In den 2000ern dann eine Vielzahl von Spielen für den PC wie z. B. Ricochet Lost Worlds Recharged und Wilkanoid. Beide haben Downloadmöglichkeiten für von Fans neu erstellte Level-Sets.
Ein alternatives Magicball Teil 1–3 stellte Breakout erstmals auch in 3D dar. Ein populärer aktueller Breakout-Klon für Windows ist auch das Freeware-Spiel DX-Ball, das sich stark an den Amiga-Klassiker Megaball anlehnt. In 2018 ist die Edition zum 20-jährigen Jubiläum von DX-Ball 2 auf Steam erschienen.
Für den PC stellen aktuell Ricochet Infinity, ein neuartiges BreakQuest mit physikalisch korrektem Verhalten vieler geometrisch kompliziert abzubauender Modelle und ein Reaxxion mit einem Fundus an Grafikeffekten wie Morphing und fluoreszierendes Licht etc. den Stand der Zeit dar.
Auf dem iPod der 1. bis 5. Generation findet sich dieses Spiel unter dem Namen „Brick“, angeblich als Reminiszenz an Steve Wozniak.
Mit der Einführung der neuen iPod-Generationen iPod Nano 2. Generation und iPod Classic gibt es eine völlig neu überarbeitete Version von „Breakout“ namens „Vortex“. Hier werden die „Mauersteine“ nicht mehr in einer waagerechten Linie „abgeschossen“, sondern in – je nach Level grafisch unterschiedlich gestalteten – „Tunnels“. Hier zeigt sich u. a. auch die humorige Seite der Programmierer: im ersten Level sieht man links und rechts „Infinite Loop“, welches bekanntlich die Firmenadresse von Apple in Cupertino ist. Das Spiel kann im iTunes Store geladen werden.

## Trivia
Einige Apple-Produkte enthielten Breakout als Easter Egg, so das Betriebssystem MacOS 7.5.
In der Google Websuche lässt sich die Breakout-Variante Block Breaker auf allen Betriebssystemen spielen.